# Петровское викариатство
Петро́вское викариа́тство — викариатство Саратовской епархии Русской православной церкви.
Учреждено в 1912 году при Алексии (Дородницыне) как второе викариатство Саратовской епархии. Названо по уездному городу Петровску Саратовской губернии.
21 сентября (4 октября) 1918 года постановлением Священного Синода епископ Петровский Дамиан (Говоров) стал епископом «Царицынским», а титул правящего архиерея вместо «Саратовский и Царицынский» стал «Саратовский и Петровский», что означало упразднение Петровского викариатства.

## Епископы
- 6 августа 1912 — 16 декабря 1916 — Дионисий (Прозоровский)
- 16 декабря 1916 — 5 мая 1917 — Леонтий (фон Вимпфен)
- 18 мая — 22 июня 1917 — Никодим (Кротков)
- 3 июля 1917 — 4 октября 1918 — Дамиан (Говоров)
- 29 января — 12 ноября 1928 — Андрей (Комаров)
- октябрь 1936 — 16 мая 1937 — Петр (Соколов)